# Blanzat
Blanzat é uma comuna francesa na região administrativa de Auvérnia-Ródano-Alpes, no departamento Puy-de-Dôme. Estende-se por uma área de 6,96 km². Em 2010 a comuna tinha 3 791 habitantes (densidade: 544,7 hab./km²).